# Victor II. Amadeus von Ratibor

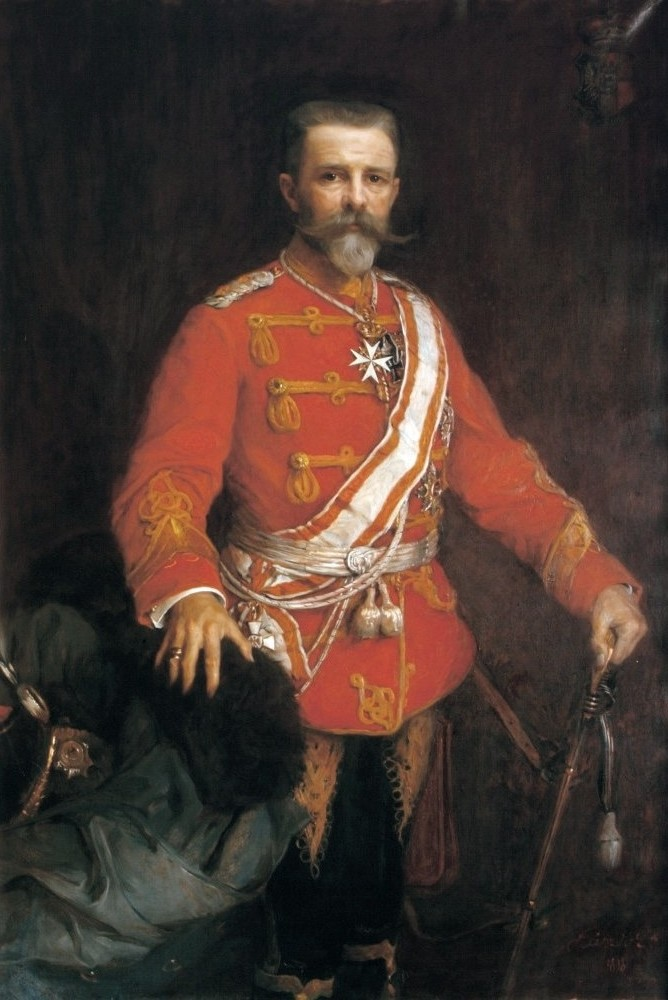
Viktor II. Amadeus Herzog von Ratibor und Corvey (Gemälde von Philip Alexius de László)

Victor II. Amadeus 2. Herzog von Ratibor, 2. Fürst Corvey, Prinz von Hohenlohe (* 6. September 1847 in Rauden; † 9. August 1923 in Corvey) war ein deutscher Standesherr und preußischer Politiker.

## Leben
Victor Amadeus entstammte dem Hause Hohenlohe-Schillingsfürst. Sein Vater war Victor I. Herzog von Ratibor (1818–1893), Fürst von Corvey. Seine Mutter war Prinzessin Amelie zu Fürstenberg (1821–1899), eine Tochter des Fürsten Karl Egon II. von Fürstenberg (1796–1854).
Ratibor besuchte das Gymnasium in Neisse und studierte Rechtswissenschaften in Berlin, Bonn und Göttingen. Er war Corpsschleifenträger der Borussia Bonn (1867) und Saxonia Göttingen (1890). Bei Saxonia wurde Viktor zur selben Zeit aufgenommen wie seine vier Brüder Max, Karl Egon, Franz (Oberst à la suite) und Egon (Hofmarschall).
Nach der Promotion zum Dr. iur. trat er in das Potsdamer Leib-Garde-Husaren-Regiment ein, mit dem er 1870/71 im Deutsch-Französischen Krieg kämpfte. Zwischen 1873 und 1876 arbeitete er an der deutschen Botschaft in Wien.
1893 übernahm er die Herrschaften Kieferstädtel und Zembowitz in Oberschlesien und galt somit als bestens situierter Grundbesitzer mit Eintrag im Adressbuch der Millionäre.
Von 1897 bis 1921 war er Vorsitzender des Schlesischen beziehungsweise Oberschlesischen Provinziallandtages. Als Mitglied der Freikonservativen Partei kandidierte er 1885 und 1888 für das Preußische Abgeordnetenhaus. Seit 1893 war er Mitglied des Preußischen Herrenhauses. Von 1896 bis 1904 war er Vorsitzender der Neuen Fraktion.

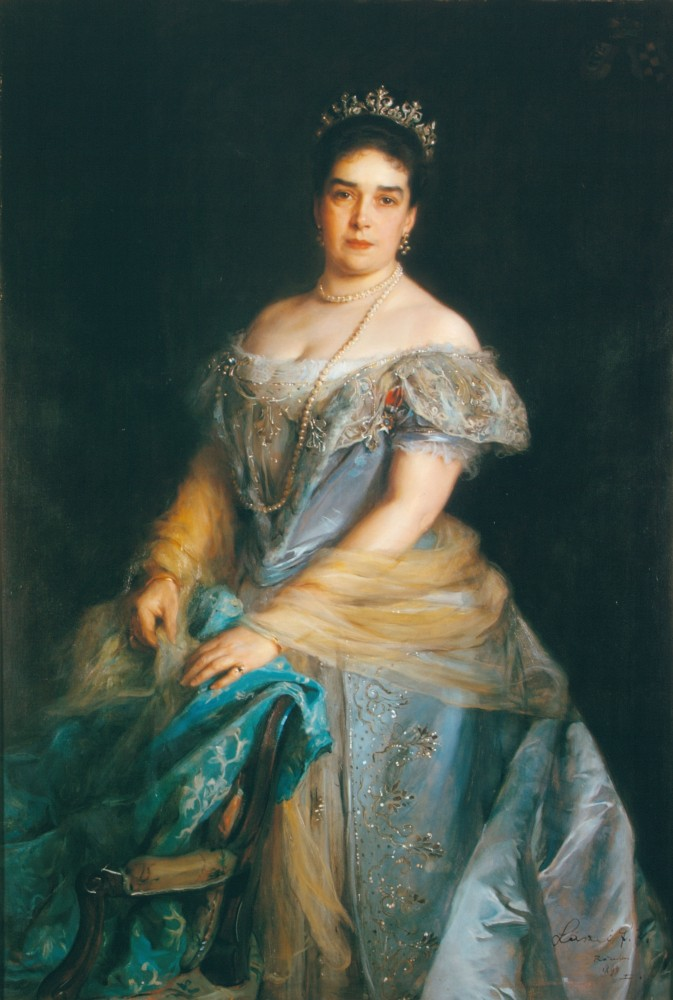
Frau Herzog Viktor – Herzogin Marie von Ratibor, geb. Gräfin Breunner-Enkevoirth, 1899

## Familie
Ab 1877 war er mit Marie, geborene Gräfin von Breunner-Enckevoirth (* 23. August 1856 auf Schloss Grafenegg in Krems; † 25. Juni 1929 auf Schloss Rauden in Rauden) verheiratet. Mit ihr hatte er vier Kinder:
- Victor III. Herzog von Ratibor und Fürst von Corvey, Prinz zu Hohenlohe-Schillingsfürst (* 2. Februar 1878 in Rauden; † 11. November 1945 in Corvey)

⚭ 1910 Elisabeth Prinzessin zu Oettingen-Oettingen und Oettingen-Spielberg (1886–1976)
- Agathe Prinzessin von Ratibor und Corvey, Prinzessin zu Hohenlohe-Schillingsfürst (* 24. Juli 1888 in Rauden; † 12. Dezember 1960 in Wiesbaden)

⚭ 1910 Friedrich Wilhelm Prinz von Preußen (1880–1925)
- Margarete Prinzessin von Ratibor und Corvey, Prinzessin zu Hohenlohe-Schillingsfürst (* 3. März 1894 in Rauden; † 23. Mai 1973 in Corvey)
- Johann Prinz von Ratibor und Corvey, Prinz zu Hohenlohe-Schillingsfürst (* 8. März 1882 in Rauden; † 5. Januar 1948 auf Schloss Walkersdorf in Krems)

⚭ 1918 Marie Gabriele Prinzessin von Windisch-Graetz (1898–1992).

## Ehrenämter
- Präsident des Deutschen Jagdschutz-Verbandes (ab 1895)
- Präsident des Kaiserlichen Automobil-Clubs (ab 1899)

## Auszeichnungen
- Schwarzer Adlerorden
- Ehrenbailli und Großkreuz des Malteserordens
- Generalmajor à la suite der Preußischen Armee
- Ehrenbürger von Breslau 1913.